# Трасса (сериал)
«Тра́сса» — российский 10-серийный телесериал режиссёра Душана Глигорова по сценарию Олега Маловичко в жанре психологического детективного триллера. В фильме рассказывается о расследовании исчезновений молодых девушек, происходивших на протяжении многих лет на юге России. Главные роли исполнили Карина Разумовская, Александр Ильин, Анна Михалкова и Елизавета Ищенко.
В апреле 2024 года первая серия «Трассы» была показана во внеконкурсной программе 46-го Московского международного кинофестиваля. 4 сентября премьера состоялась в Москве в кинотеатре «Художественный», а 5 сентября 2024 года в онлайн-кинотеатре Okko.

## Сюжет
Светлана Незнамова, работающая судьёй в Санкт-Петербурге, отправляется на поиски приёмной восемнадцатилетней дочери Киры, которая уехала на юг искать настоящих родителей и пропала.
В то же время в том же районе тринадцатилетняя девочка Вита расстреливает из охотничьего ружья своих спящих родителей, после чего пытается повеситься, но её спасает сосед.
Расследование обоих дел поручают опытному следователю Эльвире Бараевой, которая обнаруживает между ними связь и сталкивается с преступной сетью, похищающей подростков.

## В ролях
| Актёр               | Роль                                                      |
| ------------------- | --------------------------------------------------------- |
| Карина Разумовская  | Светлана Юрьевна Незнамова судья                          |
| Александр Ильин     | Виктор Чужих сторож                                       |
| Анна Михалкова      | Эльвира Альбертовна Бараева следователь                   |
| Елизавета Ищенко    | Кира приёмная дочь Светланы                               |
| Семён Серзин        | Андрей Тиль руководитель поискового отряда                |
| Алексей Фатеев      | Владислав Анатольевич Виниченко полицейский               |
| Валентин Анциферов  | Артём Виниченко сын Владислава                            |
| Данил Стеклов       | Кирилл Луженков полицейский                               |
| Василиса Немцова    | Вита Демченкова дочь Антона Демченкова                    |
| Геннадий Смирнов    | Игорь Друз знакомый Светланы                              |
| Елена Литвинова     | Раиса Незнамова мама Светланы                             |
| Сергей Уманов       | Юрий Незнамов папа Светланы                               |
| Таисья Калинина     | Светлана (в подростковом возрасте)                        |
| Елена Ворончихина   | Инна Анатольевна Колчина («Колча») директор детского дома |
| Екатерина Стулова   | Анжела держательница притона за городом                   |
| Евгений Харитонов   | Александр Трофимов («Артурчик») тату-мастер               |
| Руслан Ягудин       | Антон Демченков папа Виты                                 |
| Дарья Бутакова      | Марьяна Демченкова мама Виты                              |
| Ася Дубровская      | Жека                                                      |
| Елизавета Аистова   | Жека (в подростковом возрасте)                            |
| Софья Реснянская    | Голикова журналистка                                      |
| Слава Киселёва      | Зоя дочь Бараевой                                         |
| Кристина Шелобкова  | Кристина                                                  |
| Константин Раскатов | Андрей Тиль (в молодости)                                 |

## Список серий
| Серия | Краткое содержание | Дата премьеры    |
| ----- | --- | ---------------- |
| 1     | Май 2023 года. На Ставрополье 13-летняя Вита Демченкова, расстреляв своих родителей, пытается повеситься в сарае, но ее спасает сосед, Виктор Чужих. Самого Виктора земляки подозревают в убийстве его пропавшей девять лет назад жены. Вторая сюжетная линия — Светлана Незнамова работает судьей в Санкт-Петербурге. Женщина страдает скрытым алкоголизмом, практикует беспорядочный секс и воспитывает 18-летнюю приемную дочь Киру, которая страдает паническими атаками. Однажды, когда Светлана напивалась в одиночестве на даче, Кира решает поехать в Ставрополье, чтобы найти своих биологических родителей. Светлана получает от дочери пугающее сообщение и понимает, что Кира похищена. Она немедленно отправляется на поиски. Оба дела, малолетней убийцы Виты и пропавшей Киры, берет следователь Эльвира Бараева. | 5 сентября 2024  |
| 2     | Начинаются масштабные поиски Киры, в которых участвуют полицейские и волонтеры из спасательного отряда «Ангел», которым руководит Андрей Тиль. На Светлану выходит Виктор Чужих и рассказывает свою версию: по его мнению, в городе орудует маньяк, похищающий девушек и женщин. На его счету уже десятки жертв, в том числе пропавшая жена Виктора. Виктор просит Светлану сообщать ему о ходе расследования, она соглашается. Эльвира и Светлана приезжают в детский дом, откуда брали Киру, но там им не сообщают никакой информации. Подростки из школы, где училась Вита Демченко, явно что-то знают, но боятся говорить. Светлана встречает мать, но отталкивает ее, становится понятно, что она не поддерживает отношения с родителями уже много лет. | 5 сентября 2024  |
| 3     | Поисковики при прочесывании местности случайно натыкаются на преступника, избавляющегося от тела. Тот открывает по ним огонь и сбегает, бросив труп. Это оказывается тело молодой девушки, которую обезглавили и срезали татуировки, чтобы затруднить опознание. Светлана уверенно заявляет, что это не Кира. Работники детдома уничтожают документы о пропавших у них девочках. Эльвира и Светлана едут на известную «точку», где работают проститутки, чтобы узнать, не пропадали ли у них девочки. Хозяйка борделя узнает Светлану («Стрелку»), но не выдает ее. Показания одной из проституток выводят на «Артурчика» — извращенца и садиста, любящего девочек помоложе. | 12 сентября 2024 |
| 4     | Одна из воспитанниц детского дома тайком отправляется подработать на трассу. Ее снимает «Артурчик» и жестоко издевается, но после отпускает, заплатив обещанное. Видя, что расследование не продвигается, Светлана снова обращается к Виктору и обещает ему сообщать всё, что ей станет известно. Эльвире удается разговорить Виту. Девочка признается, что ей «пришлось» убить родителей и что за всем этим стоят некие опасные люди. Через несколько часов Эльвиру расстреливают в собственной машине по пути к Светлане. При этом Светлана сообщала о том, что Эльвира приедет к ней с новостями о Вите, только Виктору. | 19 сентября 2024 |
| 5     | Полиция выходит на «Артурчика», им оказывается тату-мастер и любитель сатанизма Александр Трофимов. Он отрицает причастность к исчезновениям девушек, и полиции приходится его отпустить, так как прямых улик против него нет. Светлана и Виктор сами едут к Трофимову и выбивают из него информацию. Они узнают, что за похищениями стоит не маньяк-одиночка, как раньше считали, а организованная группа. На компьютере Трофимова находят видео с девушкой, которая может быть той самой обезглавленной неизвестной. После угроз Виктора Трофимов, понимая, что его самого ждёт огласка и тюремный срок, кончает с собой. | 26 сентября 2024 |
| 6     | Светлана едет пообщаться с Витой и рассказывает ей свою историю. В 2004 году, будучи старшеклассницей, она подверглась групповому изнасилованию. Отец принял решение скрыть этот факт от больной матери, чтобы её не расстраивать, и не обращаться в полицию. Светлана возненавидела отца и ушла из дома. Чтобы прокормить себя, стала заниматься проституцией. Становится известно, что Кира — не приёмная дочь, а родная. Светлана родила её, но не справилась с воспитанием и решила оставить в детдоме. Через восемь лет, встав на ноги, вернулась за ребёнком. | 3 октября 2024   |
| 7     | Вита признается, что убила родителей, потому что её отец похищал и насиловал девушек, а мать — помогала ему. К преступлениям также причастен 17-летний Артём Винниченко, сын главного следователя. Светлана сообщает об этом Виктору и тот собирается похитить парня. Спустя некоторое время Артёма находят убитым. Светлана обыскивает дом Демченко и находит альбом с фотографиями, по которым понимает, что отец Виты — один из тех двоих, кто изнасиловал её много лет назад. У отца Светланы инсульт, она навещает его в больнице. | 10 октября 2024  |
| 8     | Светлана и поисковик Андрей Тиль составляют список частных домов в окрестностях города, которые могут оказаться тайным убежищем группы Демченко, именно там и держат Киру. Изучая разные зацепки, Светлана узнаёт, что после приезда в город Кира заезжала в детский дом, чтобы узнать о своих родителях, однако оттуда её куда-то увезли Демченко с Артёмом. Директриса детского дома Колча, сообщница Демченко, участвовавшая в продаже девочек, кончает жизнь самоубийством. В доме Чужих устраивают обыск и находят отрезанную кисть руки. Тем не менее, Светлана продолжает доверять Виктору. | 17 октября 2024  |
| 9     | Показаны события прошедших дней: как Артём и Демченков похитили Киру и увезли ее в свое убежище (тот же дом, где изнасиловали Светлану) и как Вита узнала правду об отце и решилась убить его и мать. Светлана, Виктор и Андрей Тиль находят нужный дом. Мужчины идут вперед, а Светлана остается снаружи. В доме Андрей нападает на Виктора и смертельно ранит его ножом. Он признается, что он похитил жену Виктора, потому что ее заказал ее сводный брат Кирилл Луженков, следователь и по совместительству участник преступной группы. Немного погодя Светлана тоже заходит в дом. Она видит в подвале дочь, но Андрей сталкивает ее вниз и запирает. | 24 октября 2024  |
| 10    | Мать и дочь сидят в подвале. К ним спускается Тиль и рассказывает, что является биологическим отцом Киры. Светлану он собирается убить, а дочери предлагает «выбрать его» и остаться в живых. В это время следователь Виниченко, отец убитого Артёма, узнает, где находится нужный дом, и едет туда. Тиль нападает на него, но силовик оказывает сопротивление и ранит его. Он выпускает женщин из подвала. В доме находят многочисленные улики, в том числе против следователя Кирилла Луженкова, который был организатором похищения сестры и исполнителем убийства Бараевой. Светлана мирится с дочерью и родителями. С трудом, но родственники прощают друг друга. Светлана решает забрать Виту в семью, чтобы не дать ей попасть в спецшколу. В финале оказывается, что раненый Андрей Тиль не смог бежать, а находится в плену у Светланы. Она держит его в подвале своего дома, так же, как он сам держал похищенных девушек. | 31 октября 2024  |

## Производство
Телесериал снят продюсерской компанией «Среда» по заказу онлайн-кинотеатра Okko. Это первый совместный проект компаний в рамках трёхлетнего контракта о сотрудничестве.
Съёмки проходили с апреля по сентябрь 2023 года в Пятигорске, Ессентуках, Кисловодске и Санкт-Петербурге.

## Реакция
Телесериал получил в основном положительные оценки российских кинокритиков.
Евгений Шульгин (Lenta.ru): «„Трасса“ — это как если бы из „Твин Пикса“ исчезли элементы мистики и романтики маленького горного городка, а осталась только поданная в духе мамлеевщины криминальная составляющая».
Владимир Ростовский (Film.ru): «Рефреном в „Трассе“ проходит тема фамильной травмы — неполные семьи, домашнее насилие, замалчивание проблем детьми или родителями. Город и его молчаливые живописные окрестности в „Трассе“ тоже играют важную роль, превращаясь в некую зону отчуждения, где всем на всех наплевать, подростки предоставлены самим себе, а главное зло — в молчаливом попустительстве».

## Награды и премии
- 2024 — премия проекта «Сноб» «Сделано в России» в номинации «Кино, сериалы, анимация»[10].
- 2025 — премия «Золотой орёл» в номинациях «Лучший сериал онлайн платформ» и «Лучшая актриса онлайн-сериала» (Карина Разумовская)[11].

## Ссылка
- Страница сериала в онлайн-кинотеатре Okko
- Страница сериала на сайте продюсерской компании «Среда»